# Wire fu
Le wire fu est une technique (ou un style) du cinéma d'action hongkongais utilisée dans les scènes de combat (en). L'expression est une combinaison des termes wire (« câble ») et « kung-fu ».
L'expression wire fu est utilisée pour décrire un sous-genre de films de kung-fu où l'habileté physique du cascadeur ou de l'acteur est améliorée par l'utilisation de câbles et poulies, ainsi que d'autres techniques scéniques, généralement pour effectuer des acrobaties et donner l'illusion d'une capacité surhumaine (ou qinggong (en)). Cette technique est grandement utilisée dans les films de Tsui Hark, Yuen Woo-ping, et Jet Li. Hollywood a par la suite adapté le style pour l'industrie cinématographique américaine. Presque tous les films wuxia modernes tombent dans cette catégorie, mais tous les films d'arts martiaux n'usent pas de cette technique.

## Dans la pratique
Le concept de base n'est pas très complexe et a pour origine les effets mécaniques de mise en scène. Une bonne planification et de la persévérance sont nécessaires car il faut souvent prendre de nombreuses prises pour parfaire la cascade.
Généralement, un baudrier est dissimulé sous le costume de l'acteur, et un câble et un système de poulie y sont attachés. Le câble est ensuite supprimé en postproduction. Une autre technique développée plus tard utilise l'incrustation et des effets spéciaux en post-production. L'usage d'un fond vert est adapté aux cascades et aux angles de prise de vue complexes. Les acteurs sont suspendus dans l'air par des fils verts, qui sont ensuite effacés numériquement au cours du processus de post-production. Le processus de suppression dans les films plus anciens (pré-numériques) est aujourd'hui oublié avec le temps.
L'usage du câble est souvent utilisé dans les films de kung-fu pour permettre simplement aux acteurs d'effectuer des cascades allant au-delà de leurs capacités physiques. Dans certains films cependant (notamment Tigre et Dragon), il est utilisé pour créer un effet plus dramatique et ajoute une sorte de réalisme magique au monde dans lequel le film se déroule.

## Exemples de films utilisant le wire fu
- La Karatigresse aux mains d'acier (1974)
- La Légende de Fong Sai-Yuk (1993)
- Iron Monkey (1993)
- Matrix (1999)
- Charlie et ses drôles de dames (2000)
- Tigre et Dragon (2000)
- Hero (2002)
- Austin Powers dans Goldmember (2002)
- Kill Bill (2003)
- Charlie's Angels : Les Anges se déchaînent ! (2003)
- Le Secret des poignards volants (2004)